# محمد سالم (بازیکن فوتبال، زاده ۱۹۹۴)
محمد سالم (عربی: محمد سالم؛ زادهٔ ۲۷ ژوئن ۱۹۹۴) بازیکن فوتبال اهل مصر است.
از باشگاه‌هایی که در آن بازی کرده‌است می‌توان به باشگاه ورزشی زمالک و باشگاه فوتبال مقاولون عرب اشاره کرد.
وی همچنین در تیم‌های ملی فوتبال مصر بازی کرده‌است.